# Heliconia necrobracteata
Heliconia necrobracteata är en enhjärtbladig växtart som beskrevs av Walter John Emil Kress. Heliconia necrobracteata ingår i släktet Heliconia och familjen Heliconiaceae. Inga underarter finns listade.